# Universidad París Lumières
Université Paris Lumières es una comunidad de universidades e instituciones (ComUE), que reúne al CNRS, dos universidades y trece instituciones culturales en la región de Île-de-France.

## Historia
Durante la elaboración de los centros de investigación y enseñanza superior (PRES), la Universidad de París VIII deseaba acercarse al grupo de la Hesam Université
y las universidades de París XIII o de Cergy. Sus discusiones no tuvieron éxito, especialmente debido a la reputación de izquierda de la institución. París VIII se acerca entonces a otra universidad «huérfana», París-X (Nanterre La Défense) para crear la Université Paris Lumières el 1 de octubre del 2012 bajo la forma de un establecimiento público de cooperación científica.
Después de la ley relativa a la enseñanza superior y a la investigación de 2013 y la supresión de las PRES, la comunidad de universidades y establecimientos (ComUE) «Université Paris Lumières» es creada el 29 de diciembre de 2014, bajo la forma jurídica de un establecimiento público de carácter científico, cultural y profesional.
Desde el 17 de julio de 2014, la Université Paris Lumières dispone de un contrato de website. Este documento contractual plurianual precisa por una parte la estrategia de la Université Paris Lumières sobre todo en términos de investigación y de formación, y de la otra, compromete el Estado sobre una atribución de medios.
En 2014, en número de estudiantes, la Université Paris Lumières ocupó el segundo lugar en ciencias sociales nacionales y el tercero en humanidades y humanidades.
En 2014, la ComUE intenta de obtener una “i-Site” con el proyecto « @nthropolis, El humano en la ciudad » (reagrupando 300 proposiciones originadas de todos los socios). En abril de 2015, el proyecto está rechazado por el jurado internacional Idex-Isite.
De octubre del 2012 a septiembre del 2015, la Université Paris Lumières es presidida por Pascal Binczak
Desde septiembre de 2015, la Université Paris Lumières es presidida por Pierre-André Jouvet.

## Miembros
La Université Paris Lumières reagrupa tres miembros fundadores :
1. Universidad París X Nanterre
2. Universidad París VIII
3. Centro nacional de la investigación científica (CNRS)

La ComUE reagrupa igualmente trece miembros asociados:
1. Archivo nacional
2. Biblioteca nacional de Francia
3. CEDIAS - Museo social
4. Centro Pompidou
5. Colegio internacional de filosofía
6. Escuela nacional superior Louis-Luz
7. INA - Instituto nacional del audiovisual
8. INS-HEA
9. La casa de las culturas del Mundo
10. Museo de la historia de la inmigración
11. Museo de Louvre
12. Museo del andén Branly
13. Polo Sup'93